# شق البطن الاستكشافي
عملية شق أو فتح البطن الاستكشافية هي عملية جراحية عامة يشق فيها البطن وتفحص الأعضاء والأحشاء فيه بحثًا عن إصابة أو مرض. يعد معيار الرعاية في مختلف حالات الصدمات الحادة والمتغلغلة التي قد تكون فيها إصابات داخلية مهددة للحياة. يستخدم أيضًا في حالات تشخيصية معينة، إذ تجرى العملية بحثًا عن سبب موحد لعلامات وأعراض متعددة للمرض، وفي تحديد مراحل بعض أنواع السرطان.
أثناء شق البطن الاستكشافي، يجرى شق عمودي كبير في منتصف البطن للوصول إلى التجويف البريتواني، ثم يفحص كل ربع من أرباع البطن. يمكن إجراء مناورات أخرى مختلفة، كمناورة كوشر مثلًا، أو إجراءات أخرى بشكل متزامن. يتراوح معدل الوفيات الناتجة عن الجراحة بين 10٪ و20٪ في جميع أنحاء العالم من أجل جراحات البطن الاستكشافية الناشئة. يتضمن الاستشفاء عادةً البقاء في المستشفى لفترة طويلة -أحيانًا في وحدة العناية المشددة- وقد يشمل إعادة التأهيل بواحد أو أكثر من العلاجات.

## الاستطبابات
مع تطور التقنيات الجراحية بالمنظار الذي يوفر إجراء أقل أذية للنسج، أصبحت عمليات شق البطن الاستكشافية أقل شيوعًا مما كانت عليه سابقًا. وتقدر قاعدة البيانات التي تتعقب عمليات شق البطن الاستكشافية التي أجريت في المملكة المتحدة إجراء نحو 30.000 عملية في جميع أنحاء إنجلترا وويلز كل عام من أصل 59.5 مليون شخص. تشمل الأسباب التي تجعل المريض يحتاج إلى شق البطن الاستكشافي ما يلي:
- رض حاد أو اختراق مع دليل على وجود نزيف داخلي (تقييم إيجابي مركّز مع التصوير فوق الصوتي للصدمة أو غسل الصفاق التشخيصي أو التصوير المقطعي المحوسب) أو ضغط الدم غير المستقر أو نزع الأحشاء[2][1]
- البطن الحاد مع دليل على التهاب بطانة البطن أو أعضاء البطن أو نزيف الجهاز الهضمي أو انثقاب الجهاز الهضمي[2][1]
- مراحل السرطان، وخاصة سرطان المبيض وسرطان الغدد الليمفاوية هودجكين والليمفوما اللاهودجكينية[8][9][10][1]
- عدم القدرة على الوصول إلى جزء البطن حيث يستخدم الشق الجراحي أسلوبًا أقل توغلًا، أو نقصًا في المعدات أو التكنولوجيا أو التدريب بالمنظار[6]

## الإجراء

### تقنية عامة
يجرى شق أفقي أو عمودي في منتصف البطن. يمتد هذا الشق في خط الوسط أسفل الصدر إلى الارتفاق العاني في أسفل الحوض. يعمل النسيج الليفي الفاصل بين عضلات البطن اليمنى واليسرى دليلًا لمكان القطع. بعد فتح اللفافة، يدخل تجويف البطن أو الصفاق. يبحث الجراح بعد ذلك عن دليل على الإصابة أو العدوى أو المرض. في عملية شق البطن الاستكشافية للصدمات، يحدد أي نزيف فوري مهدد للحياة ويتم التعامل معه أولًا. في هذه الحالات، غالبًا ما يعبّأ الإسفنج في المساحات المحيطة بالكبد والطحال لإبطاء النزيف حتى يعثر على المصدر. يسمح هذا للجراح بالتركيز على منطقة واحدة في كل مرة عن طريق إزالة الإسفنج من هذا الربع.